# Gare de Garbagnate-Milanese
La gare de Garbagnate-Milanese (en italien, Stazione di Garbagnate Milanese) est une gare ferroviaire italienne de la ligne de Milan à Saronno, située à l'Est de la ville de Garbagnate Milanese dans la province de Milan en région de Lombardie.
Mise en service en 1879  par la Società Anonima delle Ferrovie Milano-Saronno e Milano-Erba, la gare est reconstruite, en 1991, lors de la mise à quatre voies de la ligne.
C'est une gare Ferrovie Nord Milano (FNM) desservie par des trains Trenord du Service ferroviaire suburbain de Milan : lignes S1, S3 et S13.

## Situation ferroviaire
Établie à environ 179 mètres d'altitude, la gare de Garbagnate-Milanese est située au point kilométrique (PK) 15 de la ligne de Milan à Saronno, entre les gares de Garbagnate-Parco-delle-Groane et de Cesate.

## Histoire
La gare de « Garbagnate » est mise en service le 23 mars 1879 par la Società Anonima delle Ferrovie Milano-Saronno e Milano-Erba lorsqu'elle inaugure et ouvre à l'exploitation sa ligne de Milan à Saronno.
La gare reconstruite est mise en service le 15 avril 1991 par la Ferrovie Nord Milano (FNM), lorsqu'elle ouvre à l'exploitation la mise à quatre voies de la ligne.

## Service des voyageurs

### Accueil
Gare voyageurs Ferrovienord, elle dispose d'un bâtiment voyageurs, avec guichet et automate pour l'achat de titres de transport. 
Un souterrain permet la traversée des voies et l'accès aux quais.

### Desserte
Garbagnate-Milanese est desservie par des trains Trenord du service ferroviaire suburbain de Milan : lignes ligne S1, relation Lodi - Saronno, ligne S3, relation Milan-Cadorna - Saronno et ligne S13.

### Intermodalité
Un parking pour les véhicules y est aménagé.